# Itza
Itza (en basc, cooficialment en castellà Iza) és un municipi de Navarra, a la comarca de Cuenca de Pamplona, dins la merindad de Pamplona. Limita al nord amb Imotz, al sud amb Oltza, a l'est amb Txulapain, Berriobeiti, Orkoien i Arazuri i a l'oest amb Ollaran, Arakil i Irurtzun. Està compost per un total de 16 pobles i concejos:.

## Poblacions
Concejos:
- Aguinaga
- Aldaba
- Ariz
- Atondo
- Cía
- Erice de Iza (ajuntament)
- Gulina
- Iza
- Larumbe
- Lete
- Ochovi
- Sarasa
- Sarasate

Nuclis urbans sense concejo:
- Aldaz
- Orderiz
- Zuasti

## Demografia
| 1996 | 1998 | 1999 | 2000 | 2001 | 2002 | 2003 | 2004 | 2005 |
| ---- | ---- | ---- | ---- | ---- | ---- | ---- | ---- | ---- |
| 660  | 632  | 667  | 728  | 694  | 771  | 786  | 754  | 839  |